# Namibomeces
Namibomeces is een kevergeslacht uit de familie van de boktorren (Cerambycidae). De wetenschappelijke naam van het geslacht werd voor het eerst geldig gepubliceerd in 2001 door Adlbauer.

## Soorten
Namibomeces is monotypisch en omvat slechts de volgende soort:
- Namibomeces laticornis Adlbauer, 2001